# Esgrima nos Jogos Olímpicos de Verão de 2020 - Sabre por equipes feminino
A competição de sabre por equipes feminino da esgrima nos Jogos Olímpicos de Verão de 2020 ocorreu em 31 de julho de 2021 no Makuhari Messe, em Chiba, localizado na Região Metropolitana de Tóquio. Um total de 35 esgrimistas de 9 Comitês Olímpicos Nacionais (CON) participaram do evento.

## Qualificação
Cada Comitê Olímpico Nacional (CON) poderia inscrever uma equipe de três esgrimistas no evento (com a opção de uma esgrimista adicional). Essas esgrimistas também se qualificaram automaticamente para o evento individual.
Existiam oito vagas disponíveis para o sabre por equipes feminino, sendo alocadas de acordo com o ranking mundial por equipes da Federação Internacional de Esgrima de 5 de abril de 2021. Os quatro primeiros colocados, independentemente da zona geográfica, se qualificaram diretamente (ROC, Itália, França e Coreia do Sul). As próximas quatro vagas foram alocadas para que cada continente fosse representado, desde que o CON estivesse entre os 16 primeiros no ranking. As vagas foram para a China (Ásia/Oceania), Estados Unidos (Américas), Tunísia (África) e Hungria (Europa). Além disso, como o Japão qualificou uma esgrimista por meio da qualificação individual, o CON usou duas vagas de anfitrião para completar uma equipe de sabre feminino.
Devido a pandemia de COVID-19, muitos dos eventos de qualificação para a esgrima acabaram adiados, movendo o encerramento do período de classificação para 5 de abril de 2021, em vez da data original de 4 de abril de 2020.

## Formato
O torneio de 2020 continuou a usar o formato de chaves de eliminação única, com jogos de classificação para definir todas as posições. Cada equipe compete com três esgrimistas em que todos se enfrentam, totalizando nove lutas de três minutos; a equipe vencedora é aquela que atingir primeiro o total de 45 pontos ou que estiver na liderança após o término das nove lutas. Regras padrão do sabre em relação à área-alvo, golpe e prioridade são usadas.

## Calendário
Horário local (UTC+9)
| Data                | Tempo       | Fase |
| ------------------- | ----------- | --- |
| 31 de julho de 2021 | 10:00 18:30 | Oitavas de final Quartas de final Semifinais Disputa pelo 7º lugar Disputa pelo 5º lugar Disputa pelo bronze Final |

## Medalhistas
|  | ROC                                            |  | FRA França                                                |  | KOR Coreia do Sul                                |
|  | Olga Nikitina Sofia Pozdniakova Sofia Velikaia |  | Sara Balzer Cécilia Berder Manon Brunet Charlotte Lembach |  | Choi Soo-yeon Kim Ji-yeon Seo Ji-yeon Yoon Ji-su |

## Resultados
A competição foi disputada em formato eliminatório direto em apenas um dia, até a definição dos medalhistas.
|  | Oitavas de final | Oitavas de final  |                    |    | Quartas de final    | Quartas de final    |    |  | Semifinais | Semifinais |  |  | Final | Final |
|  |                  |                   |                    |    |                     |                     |    |  |            |            |  |  |       |       |
|  |                  |                   |                    |    |                     |                     |    |  |            |            |  |  |       |       |
|  |                  |                   |                    |    |                     |                     |    |  |            |            |  |  |       |       |
|  |                  |                   |                    |    |                     |                     |    |  |            |            |  |  |       |       |
|  |                  |                   |                    |    |                     |                     |    |  |            |            |  |  |       |       |
|  |                  |                   |                    |    |                     |                     |    |  |            |            |  |  |       |       |
|  | ROC              | 45                |                    |    |                     |                     |    |  |            |            |  |  |       |       |
|  | ROC              | 45                |                    |    |                     |                     |    |  |            |            |  |  |       |       |
|  |                  |                   | JPN Japão          | 34 |                     |                     |    |  |            |            |  |  |       |       |
|  | TUN Tunísia      | 29                | JPN Japão          | 34 |                     |                     |    |  |            |            |  |  |       |       |
|  | TUN Tunísia      | 29                |                    |    |                     |                     |    |  |            |            |  |  |       |       |
|  | JPN Japão        | 45                |                    |    |                     |                     |    |  |            |            |  |  |       |       |
|  | JPN Japão        | 45                | ROC                | 45 |                     |                     |    |  |            |            |  |  |       |       |
|  |                  |                   | ROC                | 45 |                     |                     |    |  |            |            |  |  |       |       |
|  |                  | KOR Coreia do Sul | 26                 |    |                     |                     |    |  |            |            |  |  |       |       |
|  |                  | KOR Coreia do Sul | 26                 |    |                     |                     |    |  |            |            |  |  |       |       |
|  |                  |                   |                    |    |                     |                     |    |  |            |            |  |  |       |       |
|  |                  |                   |                    |    |                     |                     |    |  |            |            |  |  |       |       |
|  | HUN Hungria      | 40                |                    |    |                     |                     |    |  |            |            |  |  |       |       |
|  | HUN Hungria      | 40                |                    |    |                     |                     |    |  |            |            |  |  |       |       |
|  |                  |                   | KOR Coreia do Sul  | 45 |                     |                     |    |  |            |            |  |  |       |       |
|  |                  |                   | KOR Coreia do Sul  | 45 |                     |                     |    |  |            |            |  |  |       |       |
|  |                  |                   |                    |    |                     |                     |    |  |            |            |  |  |       |       |
|  |                  |                   |                    |    |                     |                     |    |  |            |            |  |  |       |       |
|  | ROC              | 45                |                    |    |                     |                     |    |  |            |            |  |  |       |       |
|  | ROC              | 45                |                    |    |                     |                     |    |  |            |            |  |  |       |       |
|  |                  | FRA França        | 41                 |    |                     |                     |    |  |            |            |  |  |       |       |
|  |                  | FRA França        | 41                 |    |                     |                     |    |  |            |            |  |  |       |       |
|  |                  |                   |                    |    |                     |                     |    |  |            |            |  |  |       |       |
|  |                  |                   |                    |    |                     |                     |    |  |            |            |  |  |       |       |
|  | FRA França       | 45                |                    |    |                     |                     |    |  |            |            |  |  |       |       |
|  | FRA França       | 45                |                    |    |                     |                     |    |  |            |            |  |  |       |       |
|  |                  |                   | USA Estados Unidos | 30 |                     |                     |    |  |            |            |  |  |       |       |
|  |                  |                   | USA Estados Unidos | 30 |                     |                     |    |  |            |            |  |  |       |       |
|  |                  |                   |                    |    |                     |                     |    |  |            |            |  |  |       |       |
|  |                  |                   |                    |    |                     |                     |    |  |            |            |  |  |       |       |
|  | FRA França       | 45                |                    |    |                     |                     |    |  |            |            |  |  |       |       |
|  | FRA França       | 45                |                    |    |                     |                     |    |  |            |            |  |  |       |       |
|  |                  | ITA Itália        | 39                 |    | Disputa pelo bronze | Disputa pelo bronze |    |  |            |            |  |  |       |       |
|  |                  | ITA Itália        | 39                 |    | Disputa pelo bronze | Disputa pelo bronze |    |  |            |            |  |  |       |       |
|  |                  |                   |                    |    |                     |                     |    |  |            |            |  |  |       |       |
|  |                  |                   |                    |    |                     |                     |    |  |            |            |  |  |       |       |
|  | CHN China        | 41                | KOR Coreia do Sul  | 45 |                     |                     |    |  |            |            |  |  |       |       |
|  | CHN China        | 41                | KOR Coreia do Sul  | 45 |                     |                     |    |  |            |            |  |  |       |       |
|  |                  |                   | ITA Itália         | 45 |                     | ITA Itália          | 42 |  |            |            |  |  |       |       |
|  |                  |                   | ITA Itália         | 45 |                     | ITA Itália          | 42 |  |            |            |  |  |       |       |
|  |                  |                   |                    |    |                     |                     |    |  |            |            |  |  |       |       |
|  |                  |                   |                    |    |                     |                     |    |  |            |            |  |  |       |       |
|  |                  |                   |                    |    |                     |                     |    |  |            |            |  |  |       |       |

Classificação 5º–8º lugar
|  | Classificação 5º–8 | Classificação 5º–8 |                       |    | Disputa pelo 5º lugar | Disputa pelo 5º lugar |
|  |                    |                    |                       |    |                       |                       |
|  |                    |                    |                       |    |                       |                       |
|  |                    |                    |                       |    |                       |                       |
|  | JPN Japão          | 45                 |                       |    |                       |                       |
|  | JPN Japão          | 45                 |                       |    |                       |                       |
|  | HUN Hungria        | 42                 |                       |    |                       |                       |
|  | HUN Hungria        | 42                 | JPN Japão             | 45 |                       |                       |
|  |                    |                    | JPN Japão             | 45 |                       |                       |
|  |                    | USA Estados Unidos | 43                    |    |                       |                       |
|  | USA Estados Unidos | USA Estados Unidos | 43                    | 45 |                       |                       |
|  | USA Estados Unidos |                    |                       | 45 |                       |                       |
|  | CHN China          | 35                 |                       |    |                       |                       |
|  | CHN China          | 35                 | Disputa pelo 7º lugar |    |                       |                       |
|  |                    |                    |                       |    |                       |                       |
|  |                    |                    |                       |    |                       |                       |
|  |                    |                    |                       |    |                       |                       |
|  | HUN Hungria        | 30                 |                       |    |                       |                       |
|  | HUN Hungria        | 30                 |                       |    |                       |                       |
|  | CHN China          | 45                 |                       |    |                       |                       |

## Classificação final
| Pos.              | CON                | Esgrimistas                                                         |
| ----------------- | ------------------ | ------------------------------------------------------------------- |
| Medalha de ouro   | ROC                | Olga Nikitina Sofia Pozdniakova Sofia Velikaia                      |
| Medalha de prata  | FRA França         | Sara Balzer Cécilia Berder Manon Brunet Charlotte Lembach           |
| Medalha de bronze | KOR Coreia do Sul  | Choi Soo-yeon Kim Ji-yeon Seo Ji-yeon Yoon Ji-su                    |
| 4                 | ITA Itália         | Michela Battiston Martina Criscio Rossella Gregorio Irene Vecchi    |
| 5                 | JPN Japão          | Chika Aoki Misaki Emura Shihomi Fukushima Norika Tamura             |
| 6                 | USA Estados Unidos | Francesca Russo Anne-Elizabeth Stone Dagmara Wozniak Mariel Zagunis |
| 7                 | CHN China          | Guo Yiqi Qian Jiarui Shao Yaqi Yang Hengyu                          |
| 8                 | HUN Hungria        | Sugár Katinka Battai Renáta Katona Anna Márton Liza Pusztai         |
| 9                 | TUN Tunísia        | Nadia Ben Azizi Amira Ben Chaabane Yasmine Daghfous Olfa Hezami     |